# Phyllanthus sepialis
Phyllanthus sepialis är en emblikaväxtart som beskrevs av Johannes Müller Argoviensis. Phyllanthus sepialis ingår i släktet Phyllanthus och familjen emblikaväxter. Inga underarter finns listade i Catalogue of Life.